# Spolková vysoká technická škola v Curychu
Spolková vysoká technická škola v Curychu (německy Eidgenössische Technische Hochschule Zürich, zkráceně ETH Zürich) je největší veřejná výzkumná vysoká škola v Curychu ve Švýcarsku. Byla založena roku 1854 s cílem vychovat nové vědce a inženýry. Soustřeďuje se především na výzkum a výuku STEM (Science, Technology, Engineering, Mathematics) oborů. Dlouhodobě se umisťuje mezi nejlepšími univerzitami na světě (7. místo, 2025) a univerzitám v Evropě, podle určitých žebříčků, naprosto dominuje (1. místo, 2025).

## Dějiny

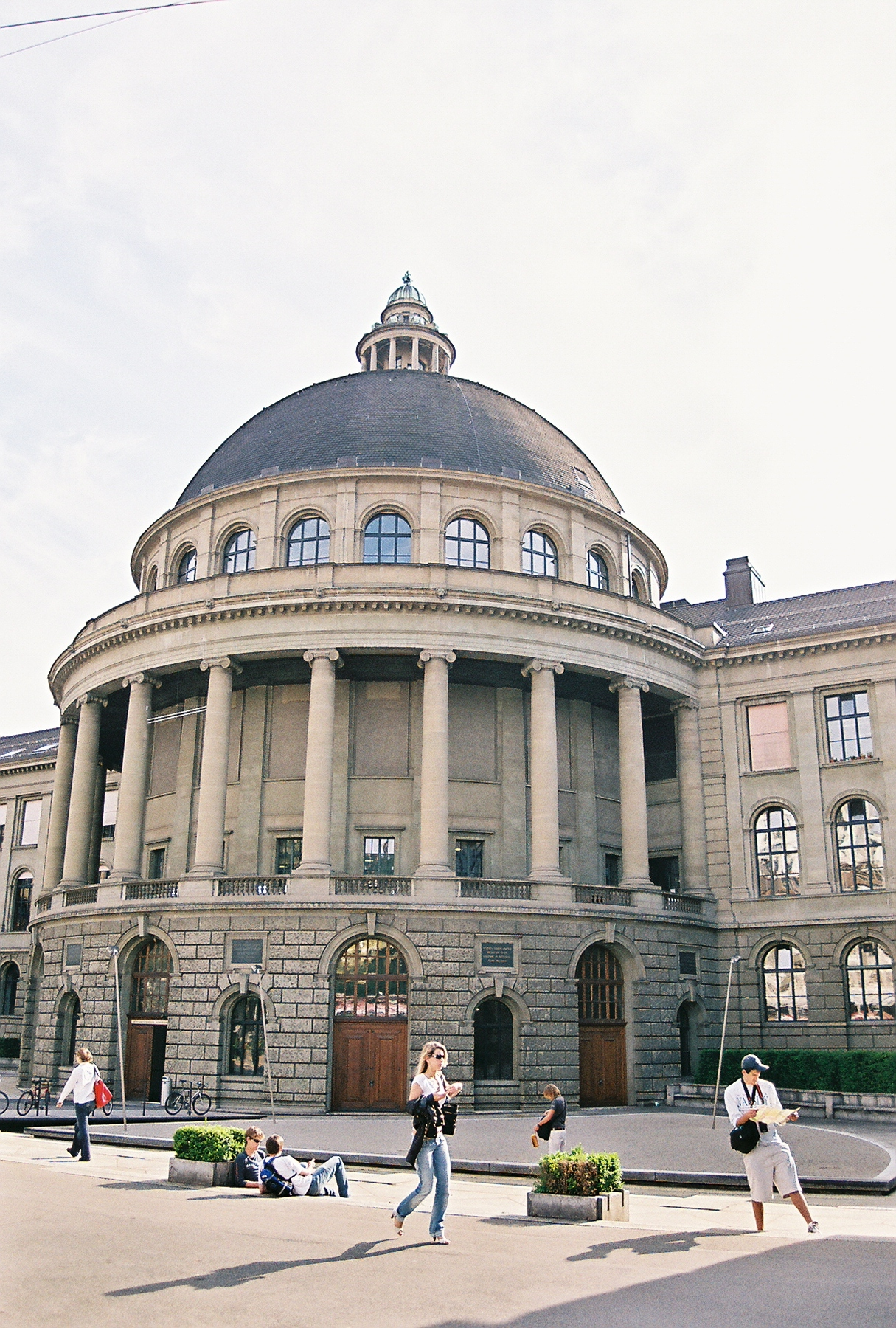

ETH bylo založeno v roce 1854 jako první spolková vysoká škola ve Švýcarsku (starší univerzity podléhaly jednotlivým kantonům), přičemž vyučování začalo v roce 1855. Její sídlo bylo umístěno do Curychu jako kompenzace za to, že v roce 1848 byl upřednostněn Bern jako stálé hlavní město Švýcarska (předtím sídlo rotovalo).
V roce 1968 se odštěpila současná EPFL se sídlem v Lausanne, která je považována za sesterskou školu ETH. EPFL společně s ETH je jedním ze základních členů uskupení ETH Domain, které je přímo podřízené Švýcarskému federálnímu ministerstvu vnitra.
ETH Zürich je jednou z předních světových univerzit na poli technologií a přírodních věd. Dnes zde studuje 23 580 studentů ze 110 zemí světa, včetně 4 425 studentů doktorského studia (Ph.D.) Škola nabízí inspirativní prostředí pro vědecké výzkumníky i pro studenty. ETH Zürich se pravidelně umisťuje v žebříčcích nejlepších vysokých škol světa. 

## Fakulty

### Stavebnictví a geomatika
- D-ARCH (Departement Architektur) – architektura
- D-BAUG (Departement Bau, Umwelt und Geomatik) – stavební inženýrství, ekologie, geomatika

### Inženýrské vědy
- D-INFK (Departement Informatik) – informatika, vědy o počítačích
- D-ITET (Departement Informationstechnologie und Elektrotechnik) – informační technologie a elektrotechnika
- D-MTEC (Management, Technology, and Economics / Betriebs- und Produktionswissenschaften) – (technický) management, technologie, (technická) ekonomie
- D-MAVT (Departement Maschinenbau und Verfahrenstechnik) – strojírenství, mechanika a procesy
- D-MATL (Departement Materialwissenschaft) – vědy o materiálech, hmotách

### Přírodní vědy
- D-BIOL (Departement Biologie) – biologie
- D-CHAB (Departement Chemie und Angewandte Biowissenschaften) – chemie a aplikovaná biologie
- D-MATH (Departement Mathematik) – matematika
- D-PHYS (Departement Physik) – fyzika

### Systémové přírodní vědy
- D-AGRL (Departement Agrar- und Lebensmittelwissenschaften) – agronomie a věda o potravinách
- D-EAPS (Department of Earth and Planetary Sciences) – vědy o Zemi a planetách
- D-UWIS (Departement Umweltwissenschaften) – ekologie

### Další vědy
- D-GESS (Departement Geistes-, Sozial- und Staatswissenschaften) – humanitní, sociální a politické vědy

## ETH a nositelé Nobelovy ceny
S ETH je spojena činnost mnoha nositelů Nobelovy ceny – jsou nebo byli v době jejího udělení jejími profesory nebo dostali cenu za výzkum a objevy v době své činnosti na ETH nebo jde o její absolventy. Celkem se ETH chlubí 21 nositeli Nobelovy ceny, z toho 10 za chemii, 9 za fyziku a 2 za medicínu.
| 1901 – Wilhelm Conrad Röntgen (fyzika) 1909 – Emil Theodor Kocher (medicína) 1913 – Alfred Werner (chemie) 1915 – Richard Willstätter (chemie) 1918 – Fritz Haber (chemie) 1920 – Charles Edouard Guillaume (fyzika) 1921 – Albert Einstein (fyzika) 1936 – Peter Debye (chemie) 1937 – Paul Karrer (chemie) 1938 – Richard Kuhn (chemie) |  | 1939 – Leopold Ruzicka (chemie) 1943 – Otto Stern (fyzika) 1945 – Wolfgang Pauli (fyzika) 1948 – Paul Hermann Müller (medicína) 1949 – Walter Rudolf Hess (medicína) 1950 – Tadeus Reichstein (medicína) 1952 – Felix Bloch (fyzika) 1953 – Hermann Staudinger (chemie) 1957 – Daniel Bovet (medicína) 1975 – Vladimir Prelog (chemie) |  | 1978 – Werner Arber (medicína) 1986 – Heinrich Rohrer (fyzika) 1987 – Johannes Georg Bednorz a Karl Alexander Müller (fyzika) 1991 – Richard R. Ernst (chemie) 1996 – Rolf Zinkernagel (medicína) 2002 – Kurt Wüthrich (chemie) |